# Vuelo 6463 de Iberia
El vuelo 6463 de Iberia del 9 de noviembre de 2007 entre el Aeropuerto de Madrid-Barajas, Madrid (España) y el Aeropuerto Internacional Mariscal Sucre de Quito (Ecuador), un Airbus 340-600, con matrícula EC- JOH y bautizado Miguel de Unamuno, sufrió un accidente al aterrizar en el aeropuerto de destino. Llevaba a bordo a 359 personas entre pasajeros y tripulación. 

## El vuelo
El 9 de noviembre de 2007, la aeronave Airbus 340-600, realizaba un vuelo en la ruta Madrid-Quito-Guayaquil, transportando 345 pasajeros y 14 tripulantes.

## El accidente
Las condiciones meteorológicas en el aeropuerto Mariscal Sucre de Quito, exigían la aplicación de las reglas de vuelo por instrumentos, razón por la cual la tripulación de la aeronave, autorizada por el Control de Aproximación del
aeropuerto de Quito, realizó el procedimiento de aproximación por instrumentos número 4 (VOR QIT DME/ILS), para la pista 35.
Se determinó que el accidente se debió a que, en el momento del aterrizaje, en condiciones de pista húmeda y con neblina, la aeronave se posó muy adelante en la pista de aterrizaje, y no dentro del primer tercio de la misma. Además, la nave hizo una aproximación final a una velocidad vertical de 19 pies por segundo y con una aceleración vertical de 3,1 g, un aterrizaje extremadamente fuerte para un aparato de ese tamaño.
El efecto fue la rotura del varillaje de los trenes de aterrizaje principales (izquierdo y derecho), lo que provocó que las ruedas de los ejes delanteros golpearan el suelo con fuerza suficiente como para reventar los dos neumáticos delanteros; la toma fue seguida del derrape del aparato hasta 232 m más allá del final de la pista (de 3150m de longitud) en la zona de seguridad. Cinco personas fueron hospitalizadas por heridas leves, y el aparato fue declarado en «pérdida total» al superar el coste de la reparación el 75% de su valor.
Más información detallada sobre el accidente, puede ser encontrada, en el informe realizado por la DGAC de Ecuador aquí: 